# 社會羅盤
《社會羅盤》（Social Compass）是一份1953年起出版的荷蘭宗教社會學學術期刊，由國際宗教社會學會（International Federation of Institutes for Social & Socio-Religious Research）發行、SAGE Publications出版，現任主編是法語魯汶天主教大學社會學教授塞利娜·波蘭（Céline Polain）。
根據《期刊引證報告》數據顯示，《社會羅盤》2011年時的影響因子是0.224，在129份社會學期刊中排名第112。

## 外部連結
- 《社會羅盤》在出版社官網的介紹 （页面存档备份，存于） （英文）